# Воображаемое установление общества
«Воображаемое установление общества» — книга Корнелиуса Касториадиса, французского социолога, психоаналитика, философа и социального активиста, одного из создателей группы «Социализм или варварство», изданная в 1975 г. Перевод с франц. Г. Волковой, С. Офертаса. М.: Гнозис; Логос, 2003 г.
Книга состоит из двух больших частей — «Марксизм и революционная теория» и «Социальное воображаемое и институционализация», писавшихся в разное время, перерабатывавшихся и представляющих собой разные этапы развития взглядов автора.

## Предисловие

### Основные идеи
В предисловии автор делает акцент на одной из центральных идей книги — выявление, детальное исследование и, возможно, разрушение схем мысли, в которых «выражается, разрабатывается, уточняется все, что человечество смогло понять в течение сотен тысяч лет»; в этих схемах отражаются также и тенденции институционализации общества. Мысль неотделима от мира продуктом которого она является и формированию которого, в свою очередь, способствует; любая мысль представляет собой способ и форму общественно-исторического движения.
Другая стержневая идея книги — возможность прояснения сущности общественно-исторического части — об истории как творчестве ex nihilo, об обществе институционализирующемся и институционализируемом, о социальном воображаемом, об обществе как продукте самого общества, о общественно-историческом как модусе бытия, неведомом для традиционных, сложившихся форм мышления; общество — это сама себя вечно творящая реальность, которая просто не может не меняться.

### Что такое воображаемое
Касторидис проясняет то, что он подразумевает под воображаемым и социальным воображаемым, так как эти понятия используются очень по-разному. «Воображаемое, о котором говорю я, не есть образ чего-то. Оно представляет собой непрерывное, по сути своей необусловленное творчество (как общественно-историческое, так и психическое) символов/форм/образов, которые только и могут дать основание для выражения „образ чего-то“. То, что мы называем „реальностью“ и „рациональностью“, суть результаты этого творчества.» Такое определение радикальным образом отличается от попыток представить воображаемое как побочный продукт платоновской отнологии, как «зеркальное». «Скорее, само зеркало, возможность его существования и Другой как зеркало суть творения воображаемого как творчества ex nihilo. Все, кто, говоря о „воображаемом“, подразумевает под ним нечто „зеркальное“, отражение или „фикцию“, лишь повторяют, чаще всего неосознанно, утверждения, навсегда приковавшие их к пресловутой платоновской пещере: этот мир неизбежно является образом чего-то иного.»
Сама идея «образа чего-то» неявно поддерживает теорию, выступающую в качестве Взгляда, обозревающего всё, что существует, но не существует места, откуда можно взглянуть на всю историю и общество извне, осмысляя или отражая их во всей целостности, утверждать обусловленную необходимость их так-бытия. "Любая мысль об обществе и истории сама принадлежит обществу и истории. Любая мысль, независимо от её содержания и объекта, есть не что иное, как способ и форма общественно-исторического действия. " Аристотелевское разделение на theoria, praxis, и poiesis вторично. История — это poiesis, но не подражательная поэзия, но творчество и онтологический генезис в действии и через действие человека в его представлении/высказывании и через его представление/высказывание.

## Марксизм и революционная теория
Достижения марксизма сохраняют большую значимость для Касториадиса. Например, марксизм воплощает внутреннюю связь познания общества и политического проекта, но для Касториадиса смысл этой связи состоит не в том, чтобы построить некую схему «идеального» общества, а в том, что бы в уже социальных тенденциях уже существующего общества обнаружить то, что позволяет ему изменится. Касториадис отвергал детерминистскую концепцию материального производства, внушающую иллюзорную веру в «объективную логику» исторического прогресса. Все подобные концепты Касториадис интерпретировал с помощью своей идеи о воображаемых социальных означиваниях.
Касториадис подвергает критике попытки «вернуться к Марксу», усматривающие в « исторической эволюции идей и практике последних восьмидесяти лет лишь слой шлака, скрывающий блистающий корпус безупречного учения.» Сам Маркс был первым, кто доказал, что любую теорию невозможно понять вне связи с историко-социальной практикой, с которой она соотносится и в которой продолжает себя. Поэтому такое «возвращение к Марксу» будет означать нарушение принципов, установленных самим Марксом. «Искать смысл марксизма исключительно в том, что писал сам Маркс, обходя молчанием всё, чем его учение стало в ходе истории, — значит утверждать, в прямом противоречии с центральной идеей этого учения, что реальная история не может приниматься в расчет, что истина теории всегда и в любом случае имеет „потусторонний“ характер, — и, в конце концов, заменять революцию откровением, а анализ фактов экзегетикой.» Кроме того, марксизм Маркса не стремился уподобляться всем прежним теориям, пренебрегающим своими истоками и историческим резонансом, — в нём речь шла о том, что главное это — не объяснение мира, но изменение его. И, если главный смысл марксизма, согласно самой этой теории, — смысл, который пропитывает практику, вдохновляющуюся этой теорией, то как можно стремиться быть верным теории, которая, якобы, не подлежит никакому пересмотру?

### Логика революционного проекта и критика функционализма
В определённый исторический период практика, вдохновленная марксизмом, была по-настоящему революционной. Однако впоследствии марксизм превратился в официальную догму власти, он «стал идеологией в том смысле, который придавал этому слову сам Маркс: в совокупность идей, соотносящихся с реальностью, но не объясняющих и трансформирующих её, а стремящихся завуалировать эту реальность и оправдать её в воображаемом, что позволяет людям говорить одно, а делать другое и казаться не такими, каковы они есть в действительности.» Далее Касториадис подчеркивает, что эти и другие проблемы (сектантство, например) марксизма, по сути, выходят за рамки проблем именно этой теории — они касаются любой революционной теории, любого движения.
Функционалистский (функционально-экономический) подход к общественным институтам (как и во всех других случаях — например, человеческие потребности также не понять исходя из рационально-функционалистского подхода) Касториадис считает неприемлемым. Существование и характеристики любого общественного института не могут быть сведены к функции, которую он играет в обществе. Хотя институты и играют определённую роль в жизни общества, выполняя некоторые функции, основыаются они все-таки на воображаемом, что автор подкрепляет историческими примерами. Далее автор анализирует связку «общественный институт — символическое». Знаковые системы ошибочно рассматривать «сами по себе», без соотнесения с внезнаковым пространством, поэтому и институты нельзя понимать как самодостаточные символические сети, так как символ, по своему определению, всегда отсылает к чему-то иному. «Институты берут своё начало в социальном воображаемом, за пределами сознательной институционализирующей активности. Это воображаемое должно быть переплетено с символическим — иначе общество не могло бы образовать единое целое, — и с экономико-функциональным, иначе оно не в состоянии было бы выжить.» Каждому обществу присуща уникальная манера жить, воспринимать, строить свой собственный мир и отношения с этим миром — именно этот структурирующий компонент Касториадис называет воображаемым общества данного исторического периода. Так как воображаемое — это непрестанное и ничем недетерминированное творение фигур/форм/образов, не являющихся «образами чего-то», то социальное воображаемое — это не создание отдельных образов, а создание целостного мира данного общества. Воображаемые социальные означивания структурируют мир общества, являясь своего рода организующими паттернами («невидимым цементом», «искривлением», «магмой» — творческой, постоянно меняющейся энергией-массой).
Логика революционного проекта (цель социалистической революции) — «трансформация общества через автономное действие людей и установление общественной системы, организованной так, чтобы обеспечить автономию каждого. Это проект. Но это не теорема, не вывод из доказательства, указывающего на то, что неизбежно должно произойти. Сама идея подобного доказательства абсурдна.» Этот проект может обрести точки опоры лишь исторической реальности, в кризисе современного общества и в вовлеченности в него людей, в их «мыслящем действии».

### Понимание кризиса современного общества
Понимание кризиса у Касториадиса отличается от марксистского. Социальная организация обнаруживает признаки своего расщепленности, напоминающей психопатологию — она порождает нормы, которые вынуждена преступать, предлагает требования, которые не в состоянии осуществить, то есть она может осуществить поставленные перед собой цели, лишь используя чуждые ей средства. «Существующая общественная система требует от людей — как трудящихся и как граждан — оставаться пассивными и ограничиться исполнением навязанных им задач. Когда она осознает, что эта пассивность убивает её подобно раку, она начинает побуждать к инициативе и соучастию, но тут же обнаруживается, что она может добиваться этого, лишь поставив под вопрос саму сущность существующего порядка. Эта система вынуждена жить в двух реальностях, разделять официальное и реальное, непримиримо противостоящие друг другу. Она не просто страдает от противостояния классов, отношения между которыми остаются чисто внешними. Социальная система содержит момент конфликтности в самой себе, „да“ и „нет“ как намерения действовать сосуществуют в самом ядре её бытия, в ценностях, которые она провозглашает и которые она отрицает, в способе её организации и дезорганизации, в крайней социализации и в крайней атомизации созданного ею общества.»

## Социальное воображаемое и институционализация

### Иллюзия детеминированности общественной жизни «внешними» законами
Формы общественной жизни не детерминированы какими-либо «законами» — «историческими», «природными», «божественными» и т. п. Общества не находятся в истории, история — это саморазвертывание общества, а все это создает «магма» социальных воображаемых означиваний; вечное самоизменение общества есть само его бытие.
Воображаемые социальные означивания не репрезентуют некую объективную реальность, они представляют собой скорее организующие паттерны, конструирующие мир каждого общества.
Примеры воображаемые значений — Бог, разделение общества классы, понятие о прогрессе.

### Человек как бессознательно философское существо
Человек, по Касториадису, — «это бессознательно философское существо, и в своей фактической жизни он задавался философскими вопросами задолго до того, как философия была осознана в качестве типа мышления. Человек, кроме того, ещё и поэтическое существо, воображение которого рождает ответы на эти вопросы.» Не только отдельная человеческая жизнь, но и вся история невозможна и немыслима вне творческого воображения, вне радикального воображения, «проявляющимся одновременно и неразрывно как в историческом действии, так и в формировании, прежде какой бы то ни было осознанной рациональности, универсума значений.» «Любое существовавшее до сих пор общество пыталось дать ответ на несколько фундаментальных вопросов: кто мы есть как коллектив? чем мы являемся друг для друга? где мы, чего мы хотим, к чему стремимся и чего нам недостает? Общество должно определить свою „идентичность“, свою структуру, окружающий мир, своё отношение к нему и содержащимся в нём объектам, свои потребности и свои желания. Без этих „определений“ невозможно существование человеческого мира, общества и культуры — поскольку все в таком случае осталось бы неразличимым хаосом. Роль воображаемых значений заключается в ответе на эти вопросы, в ответе, который нам, и это очевидно, не может дать ни „реальность“, ни „рациональность“.»

### Самоустановление общества
Самоустановление общества есть создание целого мира: «предметов», «реальности», языка, систем координат, способов проживать жизнь умирать, целей, смыслов, и, конечно же, человеческого индивидуума, в котором отпечатывается общество как целостный институт. Создание социальных воображаемых означиваний приводит, кроме прочего, к установлению способов социального производства индивидуумов. Человек, по сути, подчиняется воображаемым значениям, воображаемым творениям, принимая их за нечто «естественно» («объективно») данное, застывшее и неизменное. И постоянно самоизменяющася магма начинает застывать. Самоустановление, как правило, не осознается и происходит «затемнение» бытия-общества как самоустановления в его собственных глазах. Гетерономия общества есть его самоотчуждение. Это самоотчуждение проявляется в социальном представлении о некоем внесоциальном происхождении общественных институтов (Бог, природа, «необходимость», «законы истории»). Поэтому, существенная часть традиционного мышления является проявлением гетерономии, так как вопросы ставятся на территории, исключающей как первичное воображение, так и неопределенность, творение, временность как сущностное самоизменение.

### Автономия
Автономия Касториадиса — это бытие, которое рефлективно устанавливает самому себе законы, постоянно размышляя о них, подвергая их сомнению. Автономия состоит не в действии согласно закону, данному извне раз навсегда и для всех. Она представляет собой не знающее завершения спрашивание самих себя относительно состоятельности того или иного «универсального» закона, а также способность действовать в свете этого вопроса.

### Социальное и индивидуальное. Ядро психики
Социальное и индивидуальное несводимо друг к другу и Касториадис настаивает на существовании креативного измерения как на социальном уровне, так и на индивидуальном. Он называет саму психику «первичным воображением». Психика — «это, безусловно, „усвоение впечатлений“, способность подвергаться воздействию чего-либо…; однако (и это самое важное — без этого усвоение впечатлений ничего не давало бы) она есть также место возникновения представления в качестве несводимого к другому и единственного в своем роде способа быть и организации чего-либо в его облекании и через него, в его „полагании в образ“ и через него. Психика есть некое образующее, что существует лишь в том, что оно образует, и через него и в качестве того, что оно образует; она есть Bildung и Einbildung (образование и воображение), она есть первичное воображение, порождающее некое „первичное“ представление, исходя из некоего ничто представления, то есть исходя из ничто.» Воображаемое является условием для любого мышления — от самого плоского, до самого творческого и глубокого. Уже в самом восприятии, в ощущении, по Касториадису, есть активность и интенциональность. «Корпоральное» воображение, которое присутствует и у дочеловеческих существ, у человека полностью дефункционализировано и дополнено радикальным воображением. Психоанализ для Касториадиса был «практико-пойэтической» деятельностью, но никак не техникой. Эта деятельность креативна — её результатом должно стать самоизменение человека, или, иными словами, появление живого существа, достижение автономии.
Единичным ядром психики является лично непредставимое «изначальное бессознательное» (монада), которое никогда никогда не
вытеснялось, но сделалось невозможным (непредставимым) с той поры, как воцарился мир разнообразия и неудовольствия. Монадическое состояние характеризуется переживанием недифференцированного единства с миром.
Здесь царствует принцип удовольствия, желание тут не неисполняется, но наоборот — «в бессознательном желание исполняется ipso facto, как только оно возникает, исполняется на том единственном уровне, на котором оно имеет значение: на уровне бессознательного представления.» В изначальном бессознательном существует и первичная матрица смысла — действующая и создаваемая схема установления связи. "Именно здесь субъект «лично» являлся прообразом связи, которую далее он всегда будет искать вопреки всему. Потребность во всеобщей познавательной связи или, более обобщенно, после переноса на общественный уровень, потребность во всеобщей значимости, в точном соответствии мира и желания, желания и знания, выводов знания и целей желания также обнаруживает здесь один из своих неисчерпаемых источников. " "Быть может, мы никогда не сможем сказать в этом отношении большего, чем об этом говорит Аристотель, что она есть лишь как «образ» или «энтелехия» тела, при условии освобождения этих понятий от метафизики, в которой и через которую они были введены, и при условии понимания того, что психика есть образ, потому что она является образующей, что «энтелехия», о которой идет речь, есть нечто совсем иное, нежели предопределенное предназначение к какой-то цели, к определённому telos"y, и что эта «энтелехия» есть первичное воображение, phantasia, каковое принуждено не к какой-либо цели, а к творению своих целей, что живое человеческое тело является живым человеческим телом, потому что оно представляет и представляется, что оно полагает «образы» и полагает себя в них далеко за пределами того, что требовало и предполагало его «естество» живущего. "

### Проблемы социализации
Социализация (изготовление общественного индивида) — это разделение, это утрата состояния единства своего мира и в дальнейшем индивид будет всегда стараться воспроизвести это изначальное состояние (именно состояние, а не искать некий объект), но эта цель, видимо, никогда не может быть достигнута. Можно сказать, что этот поиск является энергетическим источником, побуждающим человека к непрерывному воображению. Таким образом, радикальное воображение не дает человеку прочно закрепиться лишь в наличествующем окружении значений, оно выталкивает его «за пределы». Установление общества никогда не может вобрать в себя психику как первичное воображение, что, в свою очередь, является условием существования и жизнедеятельности общества. «Создание общественного индивида не отменяет и не может отменить творческой способности психики и её вечного самоизменения, представляющего потока как потока непрерывного возникновения иных представлений.» Социальный индивид конституирован посредством интернализации мира и воображаемых значений, созданных обществом; эксплицитно он интернализирует многочисленные фрагменты этого мира, а имплицитно — его виртуальную тотальность. «Если определить власть как способность личной или безличной инстанции к мотивации кого-либо делать или не делать нечто, то необходимо признать, что наибольшая имплицитная власть заключается в описанных механизмах формирования индивида». Таким образом, душа индивида обладает как чрезвычайной пластичностью в плане принятия социально заданной формы, так и способностью сохранять свою монадическую нуклеарность вкупе с радикальным воображением. Поэтому индивид как таковой не является вполне зависимым по отношению к обществу. Гетерономия, которая для Касториадиса синонимична отчуждению, является исторически преобладавшим состоянием общества. Практически во всех обществах происходит и происходило сокрытие устанавливающего социального воображаемого за установленной формой общества. сокрытие устанавливающего за установленным сопровождается и укрепляется общественным производством индивидов, чьи жизнь и мышление управляется посредством повторения, чье радикальное воображение обуздывается до предела и которые индивидуализированы лишь в минимальной степени.
Автономным обществом являлось бы такое, которое не только узнавало бы в своих институтах своё собственное произведение, но и высвободило бы социальное воображаемое настолько, что появилась бы возможность посредством осознанной коллективной деятельности менять эти институты.
Индивидуальный же проект автономии состоит в изменении отношений между сознанием и бессознательным, что должно привести к освобождению радикального воображения и превращения его в источник рефлективного самоформирования субъективности. Кроме того, раскрепощенное радикальное воображение становится источником вклада индивидуума в социально-историческое сотворение. В свою очередь, в рамках проекта политической автономии должны будут создаваться такие институты, которые будучи интернализированными индивидами, будут способствовать наибольшему приросту их индивидуальной автономии и их эффективному участию во всех формах социального установления.

### История как творчество
Завершает свой труд Касторидис следующим образом: «…преодоление (которого мы добиваемся, потому что мы этого хотим и потому что мы знаем, что другие люди хотят этого, а не оттого, что таковы законы истории, интересы пролетариата или судьба бытия), институционализация некой истории, в которой общество не только сознает себя, но и творит себя как недвусмысленно самоустанавливающееся, предполагает полное разрушение известных общественных институтов вплоть до их самых невообразимых закоулков, которое может быть лишь полаганием-творением не только новых институтов, но нового способа установления себя и нового отношения общества и людей к институционализации. Ничего вокруг, насколько хватает глаз, не позволяет утверждать, что такое самопреображение истории невозможно; не существует никакого места (кроме вымышленного и, в конце концов, бессмысленного не-места логики-онтологии отождествления), где мог бы сидеть тот, кто выказывал бы это утверждение. Самопреображение общества относится к социальному (а стало быть, и к политическому в глубочайшем смысле этого слова) деланию людей в обществе и ни к чему иному.»